# Bromley Island
Bromley Island är en ö i Kanada.   Den ligger i territoriet Nunavut, i den norra delen av landet, 4 200 km norr om huvudstaden Ottawa. Arean är 24,9 kvadratkilometer.
Terrängen på Bromley Island är lite kuperad. Öns högsta punkt är 478 meter över havet. Den sträcker sig 9,4 kilometer i nord-sydlig riktning, och 4,7 kilometer i öst-västlig riktning.
Trakten runt Bromley Island är permanent täckt av is och snö.